# Stanisław Kuś (1931–2006)
Stanisław Kuś (ur. 8 listopada 1931 w Świętochłowicach, zm. 24 czerwca 2006 w Ustroniu) – polski inżynier, polityk.
Jako uzdolniony uczeń po maturze został skierowany na studia zagraniczne do Leningradu. Tam pobierał nauki w latach 1951–1957 w Politechnicznym Instytucie Elektrotechnicznym. W latach 1947–1951 był członkiem ZMP, od 1953 roku należał do PZPR.
Po studiach trafił do Elektrowni Jaworzno II. Szybko awansował i przechodził szczeble kierownicze. W 1960 powołano go na stanowisko głównego inżyniera Elektrowni Zabrze, a po dwóch latach, w 1962 do nowo budowanej Elektrowni Halemba w Rudzie Śląskiej. W 1964 objął stanowisko Naczelnego Inżyniera w Zakładach Energetycznych w Katowicach. W 1978 został przewodniczącym polskiej grupy energetyków w Radzie Wzajemnej Pomocy Gospodarczej. W 1981 został podsekretarzem stanu w Ministerstwie Górnictwa i Energetyki. Ze stanowiska został odwołany w grudniu 1987. Później poświęcił się pracy naukowej i dydaktycznej na Wydziale Elektrycznym Politechniki Opolskiej.
W czasach PRL odznaczony m.in.: Krzyżem Komandorskim i Kawalerskim Orderu Odrodzenia Polski, Złotym Krzyżem Zasługi, Medalem 30-lecia Polski Ludowej i Odznaczeniem im. Janka Krasickiego.